# Општина Бојник
Општина Бојник је општина у Јабланичком округу са седиштем у истоименом градском насељу. Према подацима са последњег пописа 2022. године у општини је живело 9.315 становника (према попису из 2011. било је 11.104 становника).
Општина Бојник се налази ван најзначајнијих магистралних саобраћајница, али чини природну везу северозападног дела лесковачке котлине са општинама Лесковац, Лебане и Медвеђа. Око 2/3 њене територије је брдско-планинско подручје, са снажним утицајем на формирање релативно неповољне конфигурације мреже насеља и неравномеран територијални распоред економских активности и становништва. Томе се придружује и готово у целини недовољно развијено окружење са ниским степеном међусобне развојне интегрисаности.

## Историја
На простору општине евидентирано је 146 археолошких налазишта.
На просторима општине Бојник градитељско, споменичко и духовно наслеђе сеже у далеку историјску прошлост. То доказују бројни остаци цркава, градова утврђења и водовода из рановизантијског и средњовековног периода. Црква у Ображди, посвећена Св. Тројици подигнута је 1885. године. Недалеко од цркве стоје 8 споменика изгинулим ратницима на Солунском фронту.
Поред споменика и спомен плоча жртвама Другог светског рата и борцима I Јужноморавске бригаде и Јабланичког партизанског одреда, посебно се истиче Спомен гробље у Бојнику где је 17. фебруара 1942. године стрељано око 500 житеља Бојника и Драговца (што је чинило преко 90% тадашњег становништва).
Најстарије праисторијско насеље откривено је у Лапотинцу на локалитету "Селиште" (фрагменти керамике из Старчевачке групе). У Горњем Бријању на локалитету "Цунга" нађени су остаци Винчанско-плочничке културе кремених оруђа и плоча.
Из античког периода (Грчка и Римска цивилизација) потиче недовољно истражено и запуштено археолошко налазиште у Горњем Бријању, тзв. "Горњебријанско кале", која представља римску тврђаву подигнуту вероватно у III в.н.е. Римско насеље код Бојника регистровано је на обали Пусте реке, између Доњег Коњувца и Бојника (град Костура). Овде је између осталог пронађена мермерна глава римског грађанина (чува се у народном музеју у Лесковцу). Сам град није довољно идентификован, мада се и данас приликом земљаних и пољопривредних радова може наићи на остатке тог насеља (камен, цигла, керамика). У селу Ображда има доста трагова насеља из рановизантијске епохе. То су трагови који се уочавају без систематског истраживања. Слично је и са селом Ивање.
У селу Обилић у општини Бојник подигнут је Топлички устанак против бугарске и аустроугарске окупације за време Првог светског рата. То је био једини устанак у некој окупираној држави током целог Првог светског рата. Устанак је трајао од 21. фебруара до 25. марта 1917. Непосредан повод устанка је мобилизација коју су бугарске власти хтеле да изврше на територији Топлице, Јабланице и Пусте реке.
Најтрагичнији дан у вишевековној историји Бојника и читавог пусторечког краја је 17. фебруар 1942. године када су бугарски окупатори у једном дану стрељали више од 500 грађана Бојника и суседног села Драговца. Жртве су углавном биле жене, деца и стари људи, а чинили су више од 50% тадашње популације у Бојнику. Поводом тог догађаја сваке године на Спомен-гробљу одржава се комеморативни скуп и чита се ”Повеља живих”.
Пуста река, Топлица и Јабланица су крајеви у јужној Србији са богатом историјском традицијом. У оба светска рата дала је више истакнутих бораца и војсковођа. Може се слободно рећи да је област Пуста река позната као крај у Србији са највећим бројем носилаца Карађорђеве звезде. Њих 133 је са златним војничким, затим сребрним војничким орденом и официрским редом Карађорђеве звезде са мачевима. Од тих 133 су носиоци : 62 златног војничког ордена Карађорђеве звезде, 60 сребрног ордена Карађорђеве звезде, а 26 је са Карађорђевом, звездом (I-IV) реда. Њих 133 носило је 150 најлепших српских одликовања, а 10 најхрабријих и француску Легију части, док су шест јунака са руским Крстом Светог Ђорђа. Најхрабрији међу храбрим јунацима српске војске са по ДВЕ Карађорђеве звезде са мачевима било је њих 15 : Илија Поп Тоне Илић, из Боровца, Ђуро Перовић и Влајко Петрушић, из Гајтана, Величко Петковић, из Доњег Коњувца, Божо Токовић, из Губавца, Стојадин Анђелковић, из Косанчића, Стеван Соколовић, из Лапотинца, Машан П. Радовановић, из Медевца, Милутин Радојевић, из Мркоња, Милутин Р. Драговић, из Обилића, Михаило Миловановић Геxа, из Пустог Шилова, Крсто Жугић, из Реткоцера, Михаило Перовић Малиша, из Обилића, Мирко Минић и Сава Перовић из јабланичке Стубле. Највише француско одликовање Легију части носили су : Илија Поп Тоне Илић, Максим Ђуровић, Стеван Соколовић, Драгутин Соколовић из Ивања, Миладин Васовић, Симо Контић, Михаило Миловановић Геџа, Новица Лакић Перовић, Иван Милутиновић Ђурашковић, Илија Мазнић и Михајило Тмушић, са руским Крст Светог Ђорђа – Мирко Минић, Лука Перовић, Божо Токовић, Михаило Миловановић Геџа, Миладин Поповић и Илија Поп Тоне Илић. Било је и одликованих са Крстом Свете Марије и са британским и италијанским медаљама за храброст.
У општини Бојник рођени су многи истакнути борци Народно-ослободилачке борбе, међу којим су најпознатији Станимир Вељковић Зеле, Стојан Љубић и Ђука Динић који су одликовани орденима Народног хероја Југославије.

## Географски положај
Површина општине је 264 km², чиме се Бојник сврстава у мање општине. Густина насељености од свега 41 становника по km² је једна од мањих у Републици.
Бојник се налази у сливу Пусте реке и испод Радан планине.
Туристички потенцијали ове недовољно урбанизоване општине су: планина Радан и Брестовачко језеро.
Најближи суседи Бојника су: Лебане, Лесковац, Прокупље, Куршумлија и Медвеђа.
Око Општине Бојник налазе се :
- Град Лесковац,
- Општина Лебане и
- Општина Медвеђа

## Физичко-географске одлике
Физичко-географске одлике чине: геолошки састав, рељеф, клима, хидрографске особености, педолошке особености и биљни и животињски свет.

### Рељеф
Највећи део рељефа општине Бојник је брдско-планински са 2⁄3 територије надморске висине од 400 до 1200 m (66% површине или 174 кm²) док је 1⁄3 равничарског карактера, изузетно погодан за пољопривредну производњу.
Брежуљкасти и равничарски рељеф пружа се узводно и низводно од Бојника. Узводно, равница се протеже уз Пусту реку, западно од Бојника а има је и у долини Коњувачке реке и представљена је Златским пољем које се простире између села Злате и Горњег Коњувца. Низводно од Бојника овај рељеф прати слив Пусте реке све до његове северне границе где прелази у раван која припада Јужној Морави. Граница између пусторечке и моравске равни налази се између села Горњег Бријања, с једне и Доњег Бријања, с друге стране. Ширина овог дела пусторечке равни је различита. Најшири део је између Бојника, Сувог Поља (Зелетова), Ђинђуше и Лапотинца а најужи између села Кацабаћа и Стубле услед приближавања Кацабаћког рида речном кориту Пусте реке. Надморска висина равнице код села Ђинђуше износи 230 m а код Косанчића око 222 m, што је нешто ниже од ветерничке равни у региону Поречја. 
У рељефу општине постоји алувијална тераса. Према неким схватањима она се, у ужем обиму, пружа почев од Славника односно од Злате, долином Коњувачке реке до Бојника одакле се шири у пространо и плодно Лапотиначко поље, Горњи Кључ, Доњи Кључ и друге равне или терасасте просторе.

### Хидрографске особености
У природне куриозитете општине спада бифуркација у изворишном делу Магашке реке, на планини Радан. Ово место названо је Деливоде по бифуркацији. Леви крак и јачи део воде потока, који се дели, одлази према североистоку и чини Магашку реку, док десни крак, мањи део воде, одлази према југу и чини Ивањску реку. Обе ове реке уливају се у Пусту реку само на различитим местима. Магашка река утиче у Пусту реку североисточно од Магаша.
- Поток пре рачвања
- Рачвање потока
- Ивањска река недалеко од места рачвања
- Магашка река недалеко од места рачвања

## Демографија
Према попису из 2022. године у општини је живело 9.315 становника. Густина насељености двоструко је нижа од просечне у Србији (55 становника на м2). Демографска кретања у целини нису повољна. Њих карактерише интензивна миграција, негативна стопа природног прираштаја, погоршавање старосне структуре и уочљиве тенденције неповољне унутрашње територијалне прерасподеле становништва.
Највећи део активног становништва ( 43% укупног ) припада пољопривредном (преко 2/3), које у укупном становништву учествује са 30%, док радно-способно достиже 52,4% укупног становништва. То указује да радни контингент, у целини гледано, неће бити ограничење развоју Општине, утолико пре што је евидентна релативно висока реална и латентна незапосленост и што се може очекивати да ће свестранији развој Општине у наредној деценији довести до заустављања и преусмеравања негативних демографских трендова.
| Демографија | Демографија | Демографија |
| Година      | Становника  | Становника  |
| ----------- | ----------- | ----------- |
| 1948.       | 21.895      |             |
| 1953.       | 22.329      |             |
| 1961.       | 20.838      |             |
| 1971.       | 18.801      |             |
| 1981.       | 16.246      |             |
| 1991.       | 14.341      |             |
| 2002.       | 13.118      |             |
| 2011.       | 11.104      |             |
| 2022.       | 9.315       |             |

| Етнички састав према попису из 2011.‍ | Етнички састав према попису из 2011.‍ | Етнички састав према попису из 2011.‍ | Етнички састав према попису из 2011.‍ | Етнички састав према попису из 2011.‍ |
| ------------------------------------ | ------------------------------------ | ------------------------------------ | ------------------------------------ | ------------------------------------ |
|                                      |                                      |                                      |                                      |                                      |
| Срби                                 | Срби                                 |                                      | 9.197                                | 82,82%                               |
| Роми                                 | Роми                                 |                                      | 1.649                                | 14,85%                               |
| остали                               | остали                               |                                      | 258                                  | 2,32%                                |

| - Бојник, - Боринце, - Брестовац, - Вујаново, - Горње Бријање, - Горње Коњувце, - Граница, - Добра Вода, - Доње Коњувце, | - Драговац, - Дубрава, - Ђинђуша, - Зелетово, ранији назив Суво Поље - Зоровац, - Ивање, - Каменица, - Кацабаћ, - Косанчић, | - Лапотинце, - Лозане, - Магаш, - Мајковац, - Мијајлица, - Мрвеш, - Обилић, - Ображда, - Оране, | - Плавце, - Придворица, - Речица, - Савинац, - Славник, - Стубла, - Турјане, - Ћуковац - Црквица. |

## Привреда

### Пољопривреда
73,1% од укупне површине општине је пољопривредно земљиште (19.299 ха), од чега: 
- 9.792 ха – оранице
- 994 ха – воћњаци
- 430 ха – виногради
- 3.049 ха – ливаде
- 3.347 ха – пашњаци
- 2.229,89 ха је државно земљиште

Код Министарства за пољопривреду и водопривреду Републике Србије до сада је регистровано 1.650 пољопривредних газдинстава. Производња јаја је у успону и има водећу улогу у организованој живинарској производњи.

## Туризам

### Природни ресурси
Радан планина - По многима, једна је од најлепших планина Србије. Припада родопском планинском систему. Геолошка основа је од силикатних стена палеозојске старости са кристаластим шкриљцима. Највиши врх је Шопот (1408м), затим Соколов Вис (1376м) и Велики Петровац са црквом посвећеном Св. Петру (1149м). Са видиковца Камен пружа се предивна панорама на Гајтанска врата, Соколов вис, као и планинске врхове и обронке све до Копаоника. Окружена је венцем планина: Пасјачом, Видојевицом, Ргајском, Соколовицом, које је штите од хладних, влажних струја са северне и западне стране. На истоку и југу се отвара у пусторечку котлину, где је изложена јачем сунчевом загревању, што условљава топлију и блажу климу. То је произвело својеврстан феномен, јер се храстов појас са класичних 700 м подиже на 800–900 м надморске висине, што омогућава пријатан боравак туриста на овим висинама. Разноврсност вегетације Радана, посебно бројне реликтне (остаци терцијалне прашуме) и ендемичне биљне врсте на уском простору представљају прави ботанички врт. Од Спомен дома на Радану пружају се прелепи планински предели под густом шумом оивиченом Горњим и Доњим Ивањским ливадама. Ово подручје је заштићено, и од изузетног еколошког значаја. Богатство зеленила и кисеоника представља праву оазу мира и тишине. У оквиру ове зоне предвиђене су стазе за рекреативну шетњу у природи и бициклистичке стазе. Читаво подручје које се пружа од Спомен дома до Добре Воде заклоњено је високим гребенима попут једног великог лука, који штити овај простор од хладних ветрова са севера и запада. Захваљујући положају према истоку осећа се утицај субмедитерана са релативно виском летњом температуром. Висока температура делује на биљну вегетацију попут грејача и планинској клими даје обележје „благе климе“ веома повољне за опоравак и ревитализацију напрегнутог човековог организма, својствено данашњем темпу живота. Разноврсне ретке и ендемичне биљке на малом простору стварају велике количине кисеоника, „чист ваздух“. Повољни климатско-здравствени услови делују окрепљујуће на човеков организам као у амбијенту потенцијалног климатског лечилишта тако да се за планину Радан са разлогом каже да је тзв. Ваздушна бања. Пројекат изградње пешачких и бициклистичких стаза подразумева брендирање производа органске хране. Органска храна се производи на еколошки чистом и здравом земљишту, у чистом и здравом окружењу без употребе хемијских средстава. Разноврсно лековито биље представља део богате раданске апотеке: хајдучка трава, дрен, мајчина душица, одољен, слез, глог, кантарион, нана, кичица, каћун, подбел, јагорчевина, руса, зова, липа. Лековите биљке применљиве у народној медицини су: ивањско цвеће, јасенак, боквица, љубичица, здравац и друге. Поред шумских плодова, допунски извори здраве хране су око двадесетак разних врста самониклих печурака, од  којих су најпознатије: вргањ, лисичарке и рудњаче.
Хидроакумулација "Брестовац" - изграђена је на Пустој реци узводно од Горњег Брестовца, 12 km западно од Бојника, на 312 м надморске висине. Језеро дужине 2.800 м је смештено у аграрно-природном пејзажу, окружено ниском девастираном шумом и ливадама. Обалска линија представљена је са неколико полуострва, једним ртом и два залива. Језеро "Брестовац" са непосредним окружењем Радан планине пружа изузетне услове за разне видове туризма: излетничког, рекреативног, ђачко-омладинског, риболовног и многе друге. Оаза језерског мира и тишине омогућава одмор и уживање, опоравак и рекреацију. Изнад бране, на месту званом "Камен" још од давне 1946. године мештани Горњег Брестовца и шире околине редовно излазе на "Првомајски уранак", док се претходног дана 30. априла у вечерњим часовима ложи логорска ватра на месту званом "Над село".

### Ловни туризам
На Радану је регистровано 1.838 врста биљака и животиња, што указује на изузетно велики потенцијал подручја. Радан је значајно подручје птица у Србији, па и у Европи, јер листу птица чини укупно 99 врста, од којих 55 су од међународног значаја. На ширем подручју Радана забележено је 29 врста сисара (зец, вук, шакал, лисица, дивља мачка, куна, дивља свиња, срна и друге). Ловачко удружење "Бојник" корисник је ловишта "Радан" од 1994. године, које обухвата целокупну територију општине Бојник од око 264 km², са резерватом од 5.009 ха. Уз ангажовање ловаца реновиран је Ловачки дом на Радану. За успешан рад и унапређење ловства удружење "Бојник" је од стране Ловачког савеза Србије добило 1996. године Плакету са златним орденом. Значајне приходе остварује од иностраних туриста за лов на пролазне дивљачи (голуб, грлица, препелица), као и продајом јаребица. Удружење води планску бригу размножавања, уношења живе дивљачи, одстрела и природних губитака дивљачи (срнећа дивљач, дивља свиња, зец, фазан и пољска јаребица). На простору ловишта "Радан" редовно долазе домаћи гости из Војводине, Зајечара и других места, као и међународни гости из Италије и Грчке.

### Риболовни туризам
Рибљи фонд језера "Брестовац" изузетно је богат и чине га: шаран (дивљак, голаћ и језерски), лињак, штука, деверика, бодорка, караш, бабушка, амур, бели тостолобик и сиви тостолобик, сом, клен, белица и мрена. Од 1994. године одржавају се савезна и републичка пионирска такмичења на језеру у лову рибе на пловак и бацачке дисциплине. Порибљавање језера од 1994. године врши Заједница Јужна Морава из Ниша (те године Удружење спортских риболоваца "Бојник" постаје члан ове заједнице). Удружење спортских риболоваца "Бојник" поседује и школу за оспособљавање млађих категорија лоцирану на самом језеру у рибарском дому, а располаже и кампом. Сваке године долазе извиђачи из разних градова Србије посебно Трстеника који се баве извиђањем терена и риболовом, не кријући задовољство изазвано лепотом и богатством природе овог поднебља.

### Рурални туризам
Рурални (сеоски) туризам брдско-планинских простора општине Бојник је изванредан туристички потенцијал, због очуваних природних вредности (еколошке оазе) и разноврсности етно-културне баштине. Култ госта у традицији као основе гостопримства и квалитет природног окружења руралног простора јесу спок природе и традиције, тј. локални печат аутентичности и атрактивности раданског поднебља.

## Образовање

### Основна школа "Станимир Вељковић Зеле" у Бојнику
Мада су први знаци школе у Бојнику забележени још у време владавине Александра Обреновића, додуше у приватној згради, прва званична школска зграда изграђена је на месту садашњег дела школске зграде око 1890. године, поред полусрушене турске џамије. Први учитељ те нове школе, за чији се рад старала држава био је Богољуб Вукадиновић. Ратни вихор није мимоилазио школу. Године 1915. школска зграда је спаљена. Српска војска је у то време одступала за Албанију, па је школу запалила српска војска јер је у њој била смештена топовска муниција. За време Другог светског рата школа није радила од 1941. до 1944. године. Иста је демолирана и паљена 17. фебруара 1942. године када је и извршено велико стрељање родољуба од стране бугарских фашиста. С годинама школа је расла и развијала се тако да од 1952/53. школске године школа прераста у осмогодишњу. Временом су и по осталим селима почеле да се граде школе. Тако је 27. 12. 1972. у регистар Привредног суда у Нишу, школа први пут уписана, а општина заведена као оснивач. Школа у Бојнику као осморазредна је матична, а у околним селима су њена издвојена одељења, тако да је данас ОШ „Станимир Вељковић Зеле“ матична школа са 9 издвојених четвороразредних школа и то у Придворици, Ђинђуши, Лапотинцу, Плавцу, Зелетову, Доњем Коњувцу, Црквици, Каменици и Мрвешу.

### Основна школа "Стојан Љубић" у Косанчићу
Основна школа у Косанчићу основана је давне 1892. године као друга школа у Пусторечком крају (прва је основана у Бојнику 1890. године), а основали су је Војвођани који су се у Косанчић доселили око 1882. године. Први учитељ Давидовић радио је до 1894. године када га замењује Петар Ђаковић. Школа је са радом почела у просторијама данашње Месне заједнице. Први ученици (Душан Живковић, Драго Сретић, Василије Бојић, и др) су у школу доносили и троношце. Деца из околних села нису долазила у школу јер је у густим  шумама било вукова и дивљих свиња. Школа је за време Топличког устанка 1917. год. била спаљена да би после Првог светског рата почела са радом у новој школској згради која је саграђена на месту на коме се и данас налази школа. Са капитулацијом Југославије 1941. школа престаје са радом, али су њени учитељи и даље активни све до 17. фебруара 1942. када су је са целокупном архивом спалили Бугари. Настава се потом изводи по приватним кућама, а пред крај рата у Стубли јер тамошња школа није била оштећена. Захваљујући иницијативи учитеља и добровољности мештана школске 1949/1950. израђена је нова школска зграда. Исте године Народни срез лесковачки доноси решење о оснивању осмогодишње школе у Косанчићу. Од оснивања школе, 1892, па све до 04.09.1959. год. школа је радила под називом Основна школа у Косанчићу, а онда је тог 4. септембра Народни одбор тадашње општине Косанчић донео решење о новом називу школе. Школа је добила име по народном хероју погинулом у Другом светском рату Стојану Љубићу и од тога дана до данас носи име Основна школа „Стојан Љубић“ у Косанчићу. Први директор школе био је Александар Спасић, а школу је тада похађало око 200 ученика. У састав основне школе ушла су истурена одељења у Стубли, Кацабаћу, Горњем Бријању, Ћуковцу и Граници. Школске 1991/92. припаја јој се и осмогодишња школа у Горњем Брестовцу са истуреним одељењима у Славнику и Магашу. Оно чиме се ова школа посебно поноси је податак да је школске1984/85.. год. проглашена најуређенијом школом у Србији. ОШ „Стојан Љубић“ тренутно похађа 320 ученика.

### Техничка школа "Бошко Крстић" у Бојнику
Средња школа у Бојнику настала је као израз потреба привреде пусторечког краја у другој половини седамдесетих година 20. века. Након што је две године функционисала као истурено одељење Металског центра „Раде Металац“ из Лесковца, школа је самостално почела са радом 1. септембра 1979. године под називом Образовни центар „Бошко Крстић.“ У првој години рада школа је образовала ученике само у првој фази усмереног образовања. У 14 одељења прве и друге године уписано је било укупно 400 ученика. Већ од 1980. године уводи се и друга фаза усмереног образовања са образовним профилом Техничар у заштити биљне производње и прехрамбених производа у пољопривредној струци. У наредних седам година, поред овог заступљено је повремено у различитим временским интервалима и још неколико пољопривредних образовних профила међу којима су Агроекономски техничар, Воћар-виноградар и Ратар-повртар. Са реформом образовања 1987. године и укидањем усмереног образовања школа добија статус средње стручне школе и мења назив у Средња школа „Бошко Крстић.“ Исте године уводе се и нови образовни профили: Металостругар у машинској струци и Правни техничар у правно-биротехничкој струци која постоји до 1992. године. Уместо Металостругара од 1996. године школа уписује Аутомеханичаре и Машинбраваре у оквиру подручја рада Машинство и обрада метала. У пољопривредној струци 1987. године укидају се раније заступљени образовни профили и уписује прва генерација Пољопривредних техничара, а од 1992. до 2000. године школују се и ученици за занимање Руководилац пољопривредне технике. Године 2000. школа добија назив Техничка школа „Бошко Крстић“ под којим и данас функционише. Тада школа уписује и прву генерацију Економских техничара у оквиру новог подручја рада Економија, право и администрација. Од 2006. године образовни профил Машинбравара замењује Бравар у машинској струци и уводи се нови образовни профил Финансијски техничар у економској струци.
Данас школа носи званичан назив Техничка школа "Бошко Крстић" и уписује следеће образовне профиле: економски техничар, финансијски техничар, пољопривредни техничар, аутомеханичар и бравар.
Дечији вртић "Ђука Динић" Пружа услуге Целодневног боравка деце и Припремно-предшколског програма

## Култура
Народна библиотека у Бојнику - основана је 1949. године, и њен првобитни назив је био "Читаоница". 
Данас носи име "Вук Караџић" и саставни је део Дома Културе – Бојник. Фонд књига је 24.000. Реконструкција Дома Културе – започета је 1995. године. 2007. године завршена је 1. фаза и добијена је употребна дозвола за вишенаменску салу. Културно-просветне манифестације су изложбе, драмске секције и књижевне вечери. 
Годишње манифестације које се одржавају у општини Бојник су: 
- 17. фебруар - Комеморативна свечаност поводом обележавања годишњице страдања становништва Бојника, током 2. светског рата
- Дани општине Бојник – свечаност поводом обележавања 10. октобра, дана општине Бојник
- Бојничко културно лето – традиционално се одржава од 1991. године, крајем јула и почетком августа. Ова манифестација обухвата: изворно народно стваралаштво, позоришне литералне, музичке и филмске представе и спортско- рекреативне приредбе.[3]

## Галерија
- Црква Светог Николе у Бојнику
- Спомен жртавама у Другом светском рату у Бојнику
- Мост преко Пусте реке
- Центар Бојника
- Спортски центар